# Каноны православной церкви

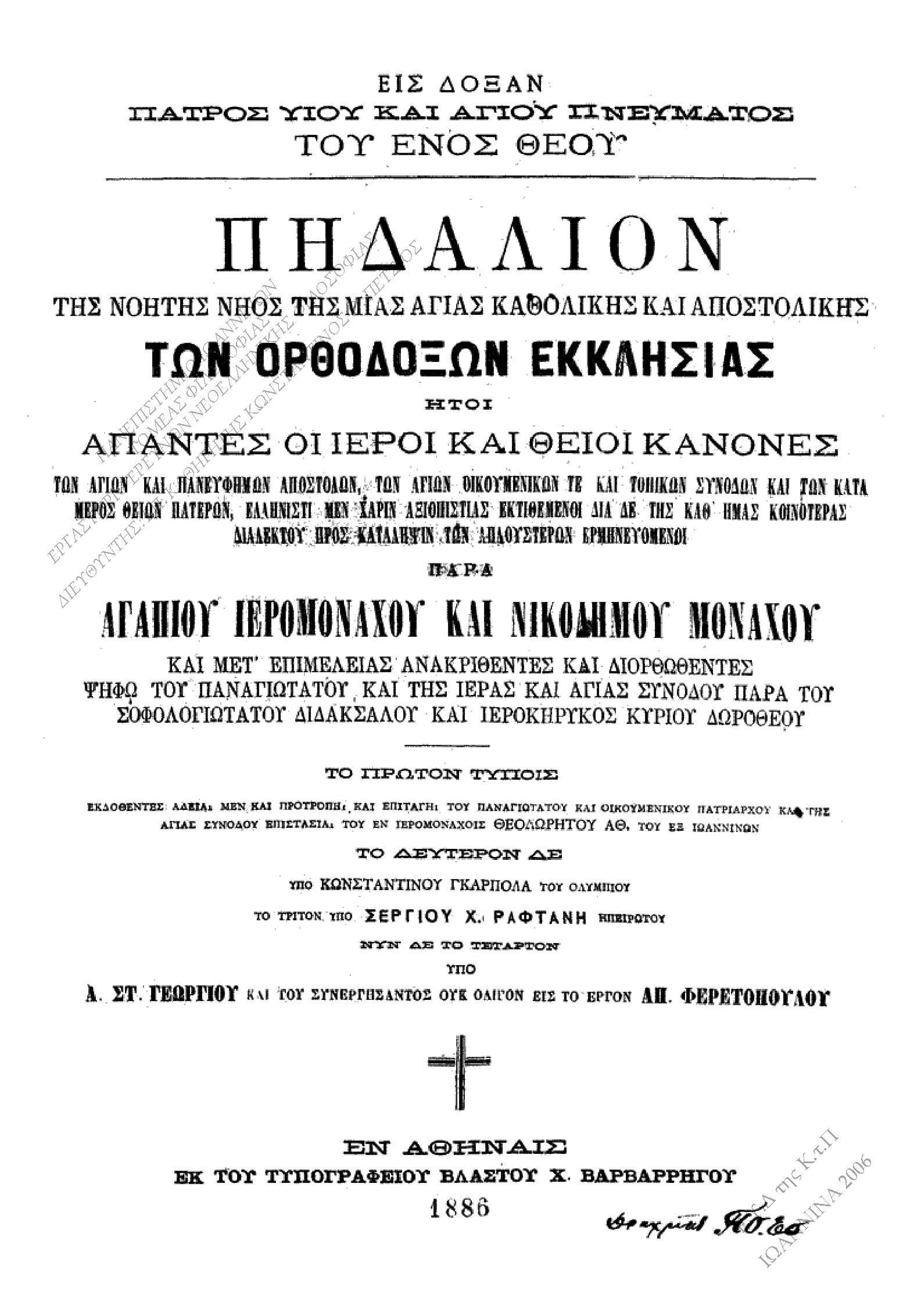
Пидалион с толкованиями Никодима Святогорца. Издание 1886 года

Кано́ны Пра́вославной Це́ркви — сборник общеобязательных правил  для всех членов Православной церкви. Правила были приняты на Вселенских соборах и на поместных соборах с I по IX век.
Начиная с I века, на различных поместных и Вселенских соборах вводились различные правила или законы Православной церкви. В 692 году на Трулльском соборе был установлен свод правил, которые являются общеобязательными и неизменяемыми — 2 правило этого собора. К концу IX века правила дополнили, и был окончательно составлен сборник правил Православной церкви. В его состав вошли:
1. 85 правил Святых апостол

Правила Вселенских соборов:
1. 20 правил святого Вселенского Первого Собора, Никейского
2. 7 правил святого Вселенского Второго Собора, Константинопольского
3. 8 правил святого Вселенского Третьего Собора, Ефесского
4. 30 правил святого Вселенского Четвёртого Собора, Халкидонского
5. 102 правила святого Вселенского Шестого Собора, Константинопольского (под этим именем  вошли правила Трулльского собора)
6. 22 правила святого Вселенского Седьмого Собора, Никейского

Правила поместных соборов:
1. 1 правило святого поместного Собора Карфагенского при священномученике Киприане
2. 25 правил святого поместного Собора Анкирского
3. 15 правил святого поместного Собора Неокесарийского
4. 21 правило святого поместного Собора Гангрского
5. 25 правил святого поместного Собора Антиохийского
6. 60 правил святого поместного Собора Лаодикийского
7. 20 правил святого поместного Собора Сардикийского
8. 147 правил святого поместного Собора Карфагенского
9. Послание Африканского Собора к Келестину, папе Римскому
10. 1 правило святого поместного Собора Константинопольского 394 года
11. 17 правил святого Собора Константинопольскаго, во храме святых Апостолов бывшаго, глаголемаго Двукратнаго
12. 3 правила святого Собора, бывшаго во храме Премудрости Слова Божия

Правила и канонические послания святых отцов:
1. Послание каноническое иже во святых отца нашего Дионисия, архиепископа Александрийского и исповедника, к епископу Василиду, в котором 4 правила
2. 15 правил святого Петра, архиепископа Александрийского и мученика, из слова его о покаянии
3. Каноническое послание святаго Григория, архиепископа Неокесарийскаго, чудотворца; в котором 12 правил
4. Послания святого Афанасия Великого, архиепископа Александрийского, к Аммуну монаху
5. Послание святого Афанасия, архиепископа Александрийского, к Руфиниану
6. Святого Афанасия, архиепископа Александрийскаго, из 39 послания о праздниках

Правила святаго Василия Великого, всего 92 правила:
1. Первое каноническое послание святаго отца нашего Василия, архиепископа Кесарии Каппадокийския, к Амфилохию, епископу Иконийскому, в котором с 1 по 16 правило
2. Второе каноническое послание святого отца нашего Василия, архиепископа Кесарии Каппадокийские, к Амфилохию, епископу Иконийскому, в котором с 17 по 50 правило
3. Третье каноническое послание святого отца нашего Василия, архиепископа Кесарии Каппадокийския, к Амфилохию, епископу Иконийскому, в котором с 51 по 85 правило
4. Из другаго каноническаго послания к Амфилохию Иконийскому — 86 правило
5. Того же послание к Диодору, епископу Тарскому — 87 правило
6. Того же послание к Григорию пресвитеру — 88 правило
7. Того же к хорепископам послание каноническое — 89 правило
8. Того же к подчиненным ему епископам — 90 правило
9. Святого Василия из 27 главы книги о Святом Духе, к блаженному Амфилохию — 91 правило
10. Того же из 29 главы того же сочинения — 92 правило

1. Каноническое послание святого Григория, епископа Нисскаго, к Литоию, епископу Мелитинскому, в котором 8 правил
2. Стихи святого Григория Богослова о том, какия подобает читати книги Ветхаго и Новаго Завета
3. Святого Амфилохия епископа к Селевку о том, какия книги приемлются
4. Канонические ответы святейшего Тимофея, епископа Александрийского, единаго от ста пятидесяти отцев бывших на Константинопольском Соборе (18 ответов)
5. 14 правил Феофила, архиепископа Александрийского Провозглашение, при наступлении святых Богоявлений в неделю
6. 5 правил иже во святых отца нашего Кирилла, архиепископа Александрийскаго. Каноническое послание к Домну, патриарху Антиохии некому
7. Окружное послание Геннадия, патриарха Константинопольского, и с ним святаго Собора, ко всем преосвященнейшим митрополитам и к папе Римскому
8. Послание Тарасия, святейшего патриарха Константинополя, нового Рима, к Адриану, папе древняго Рима

Все вышеназванные правила перечислены во 2 правиле 6 Вселенского собора, кроме правил 7 Вселенского собора; Двукратного собора; Собора, бывшего во храме Премудрости Слова Божия 879-880 года и Послания Тарасия. Эти правила были добавлены позже Трулльского собора в Книгу правил и в настоящее время в Православной церкви являются общепринятыми и общеобязательными.
Каноны Православной Церкви множество раз издавались и продолжают издаваться; они входят в такие сборники как: Номоканон, Кормчая книга, Пидалион, Афинская синтагма, Алфавитная синтагма, Книга правил.
Начиная с XII века, к правилам давались толкования. Наиболее авторитетными толкователями Канонов Православной церкви являются: Алексий Аристин, Иоанн Зонара, Феодор Вальсамон, Матфей Властарь, Никодим Святогорец, Никодим (Милаш).